# Вест-Де-Мойн (Айова)
Вест-Де-Мойн (англ. West Des Moines) — місто (англ. city) в США, в округах Полк, Даллас і Воррен штату Айова. Населення — 68 723 особи (2020).

## Географія
Вест-Де-Мойн розташований за координатами 41°33′12″ пн. ш. 93°45′35″ зх. д. / 41.55333° пн. ш. 93.75972° зх. д. (41.553269, -93.759758).  За даними Бюро перепису населення США в 2010 році місто мало площу 102,25 км², з яких 99,94 км² — суходіл та 2,31 км² — водойми. В 2017 році площа становила 123,23 км², з яких 120,70 км² — суходіл та 2,53 км² — водойми.

### Клімат
| Клімат : Вест-Де-Мойн    | Клімат : Вест-Де-Мойн | Клімат : Вест-Де-Мойн | Клімат : Вест-Де-Мойн | Клімат : Вест-Де-Мойн | Клімат : Вест-Де-Мойн | Клімат : Вест-Де-Мойн | Клімат : Вест-Де-Мойн | Клімат : Вест-Де-Мойн | Клімат : Вест-Де-Мойн | Клімат : Вест-Де-Мойн | Клімат : Вест-Де-Мойн | Клімат : Вест-Де-Мойн | Клімат : Вест-Де-Мойн |
| Показник                 | Січ.                  | Лют.                  | Бер.                  | Квіт.                 | Трав.                 | Черв.                 | Лип.                  | Серп.                 | Вер.                  | Жовт.                 | Лист.                 | Груд.                 | Рік                   |
| Середній максимум, °C    | −3,3                  | 2,2                   | 8,9                   | 16,1                  | 22,2                  | 27,8                  | 30,0                  | 28,9                  | 24,4                  | 17,2                  | 8,3                   | 0,6                   | 15,6                  |
| Середній мінімум, °C     | −11,1                 | −7,8                  | −1,7                  | 4,4                   | 10,6                  | 16,1                  | 18,9                  | 17,8                  | 12,2                  | 5,6                   | −1,7                  | −8,3                  | 4,4                   |
| Норма опадів, мм         | 26                    | 30                    | 56                    | 91                    | 108                   | 116                   | 106                   | 115                   | 80                    | 67                    | 53                    | 34                    | 882                   |
| ------------------------ | --------------------- | --------------------- | --------------------- | --------------------- | --------------------- | --------------------- | --------------------- | --------------------- | --------------------- | --------------------- | --------------------- | --------------------- | --------------------- |
| Джерело: Weather Channel |                       |                       |                       |                       |                       |                       |                       |                       |                       |                       |                       |                       |                       |

## Демографія
Згідно з переписом 2010 року, у місті мешкало 56 609 осіб у 24 311 домогосподарстві у складі 14 201 родини. Густота населення становила 554 особи/км².  Було 26219 помешкань (256/км²).
Расовий склад населення:
| - 88,4 % — білих - 4,8 % — азіатів - 3,3 % — чорних або афроамериканців - 0,2 % — корінних американців - 1,5 % — осіб інших рас |

До двох чи більше рас належало 1,9 %. Частка іспаномовних становила 5,2 % від усіх жителів.
За віковим діапазоном населення розподілялося таким чином: 24,1 % — особи молодші 18 років, 65,3 % — особи у віці 18—64 років, 10,6 % — особи у віці 65 років та старші. Медіана віку мешканця становила 33,5 року. На 100 осіб жіночої статі у місті припадало 93,5 чоловіків;  на 100 жінок у віці від 18 років та старших — 90,5 чоловіків також старших 18 років.
Середній дохід на одне домашнє господарство  становив 94 642 долари США (медіана — 71 200), а середній дохід на одну сім'ю — 117 450 доларів (медіана — 90 035). Медіана доходів становила 57 018 доларів для чоловіків та 46 787 доларів для жінок. За межею бідності перебувало 8,0 % осіб, у тому числі 9,8 % дітей у віці до 18 років та 5,0 % осіб у віці 65 років та старших.
Цивільне працевлаштоване населення становило 35 472 особи. Основні галузі зайнятості: фінанси, страхування та нерухомість — 23,5 %, освіта, охорона здоров'я та соціальна допомога — 20,1 %, науковці, спеціалісти, менеджери — 12,6 %, роздрібна торгівля — 9,5 %.